# Charles Brocas
Pour les articles homonymes, voir Brocas (homonymie).
Charles Brocas est un peintre français né à Toulouse en 1774 et mort à Paris le 14 novembre 1835.

## Biographie
Charles Brocas est élève d'Henri Regnault (1743-1871) et de son oncle Joseph Roques (1757-1847). 
Il obtient un prix de peinture de l’Académie de Toulouse en 1791, une médaille d’or au Musée royal en 1806, une médaille d’or du concours pour un tableau de la bataille d'Eylau en 1807, et une médaille d’argent à l’exposition de Toulouse de 1827.
Le 28 février 1836, le contenu de son atelier est dispersé aux enchères par maître Benou.
Il est le père du peintre Eugène Mary Brocas (1813-1857).

## Œuvres

### Collections publiques
États-Unis
- Milwaukee, Milwaukee Art Museum : La Mort de Phocion, 1804[2]

France
- Dijon, musée Magnin : La Fuite devant l'invasion, 1817, huile sur toile, 32 × 24 cm.
- Senlis, musée d'Art et d'Archéologie : Portrait d'homme, huile sur toile, 73 × 60 cm.
- Toulouse, musée des Augustins : Aristide condamné à l'ostracisme ou Aristide et ses deux filles exilés dans une grotte, Salon de 1806, huile sur toile, 235 × 183 cm, donnée par Madame Brocas et ses enfants.

### Autres
- Trait d'humanité du prince de Neufchâtel, Salon de 1810, huile sur toile, 73 × 86 cm.
- Énée portant son père Anchise, huile sur toile, 144 × 113 cm.
- Les Derniers moments du général Foy, Salon de 1831, huile sur toile, 55 × 45 cm.
- Le Supplice de Prométhée, 1830, huile sur toile.

Œuvres de Charles Brocas
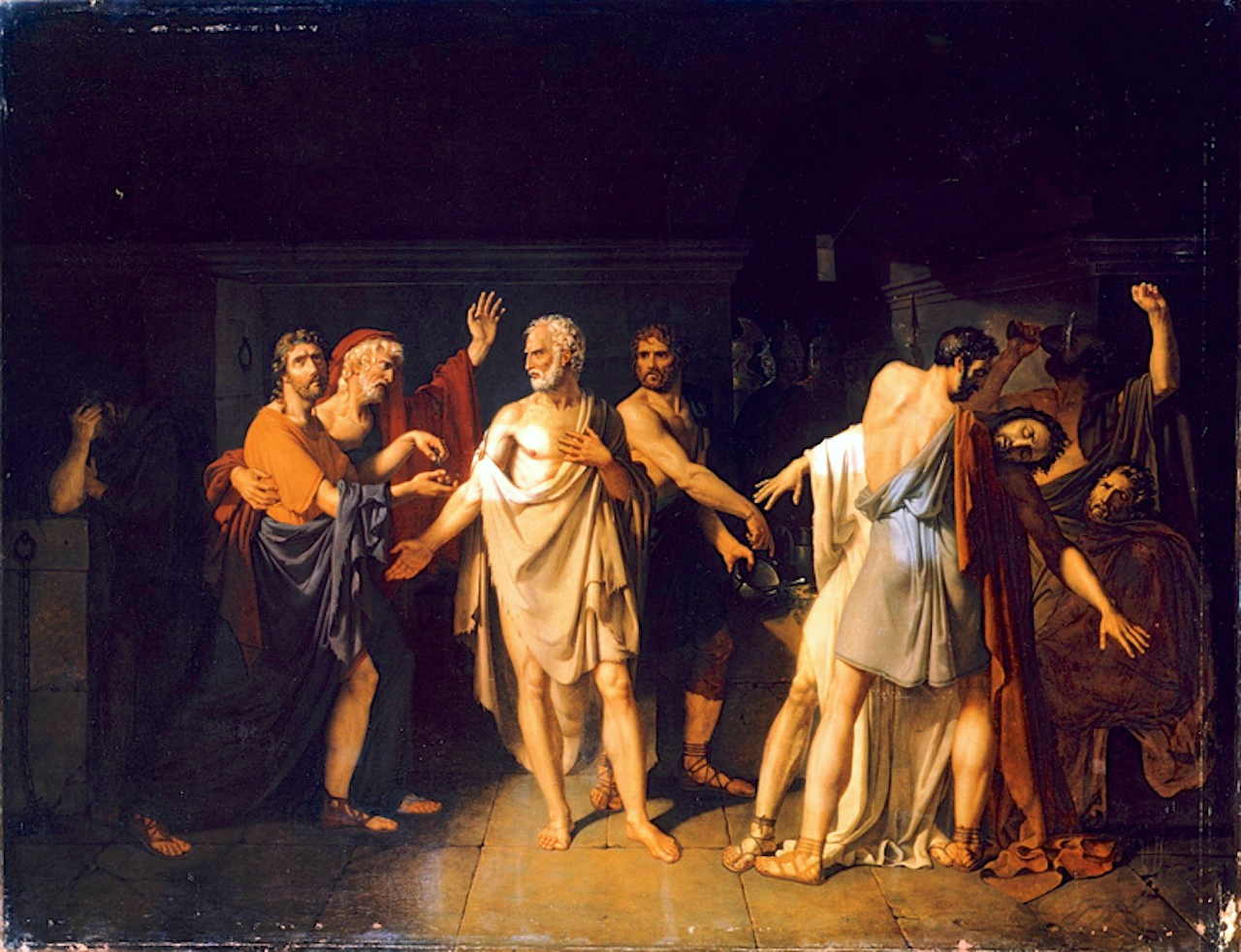
La Mort de Phocion (1804), Milwaukee Art Museum.
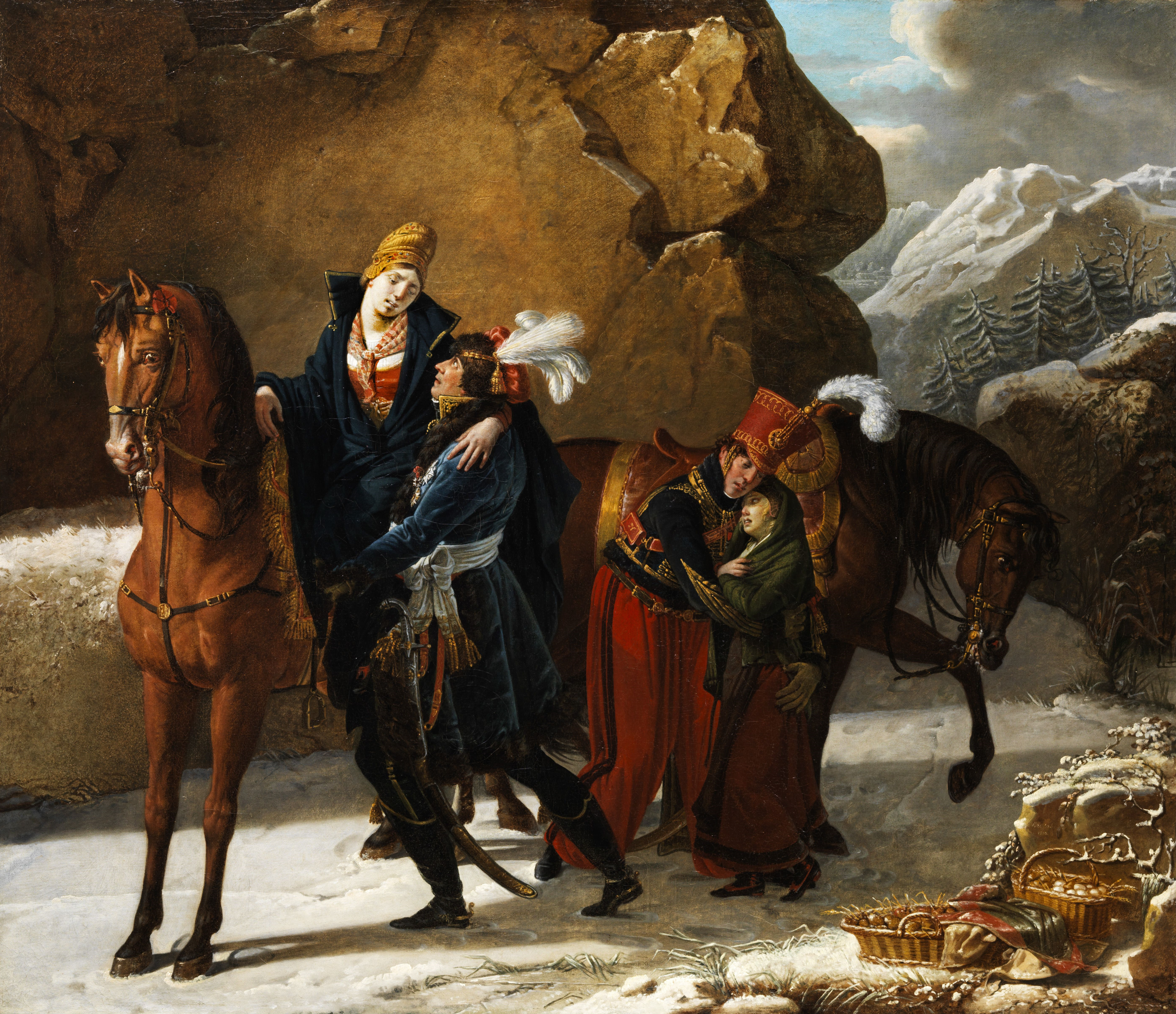
Trait d'humanité du prince de Neufchâtel, Salon de 1810
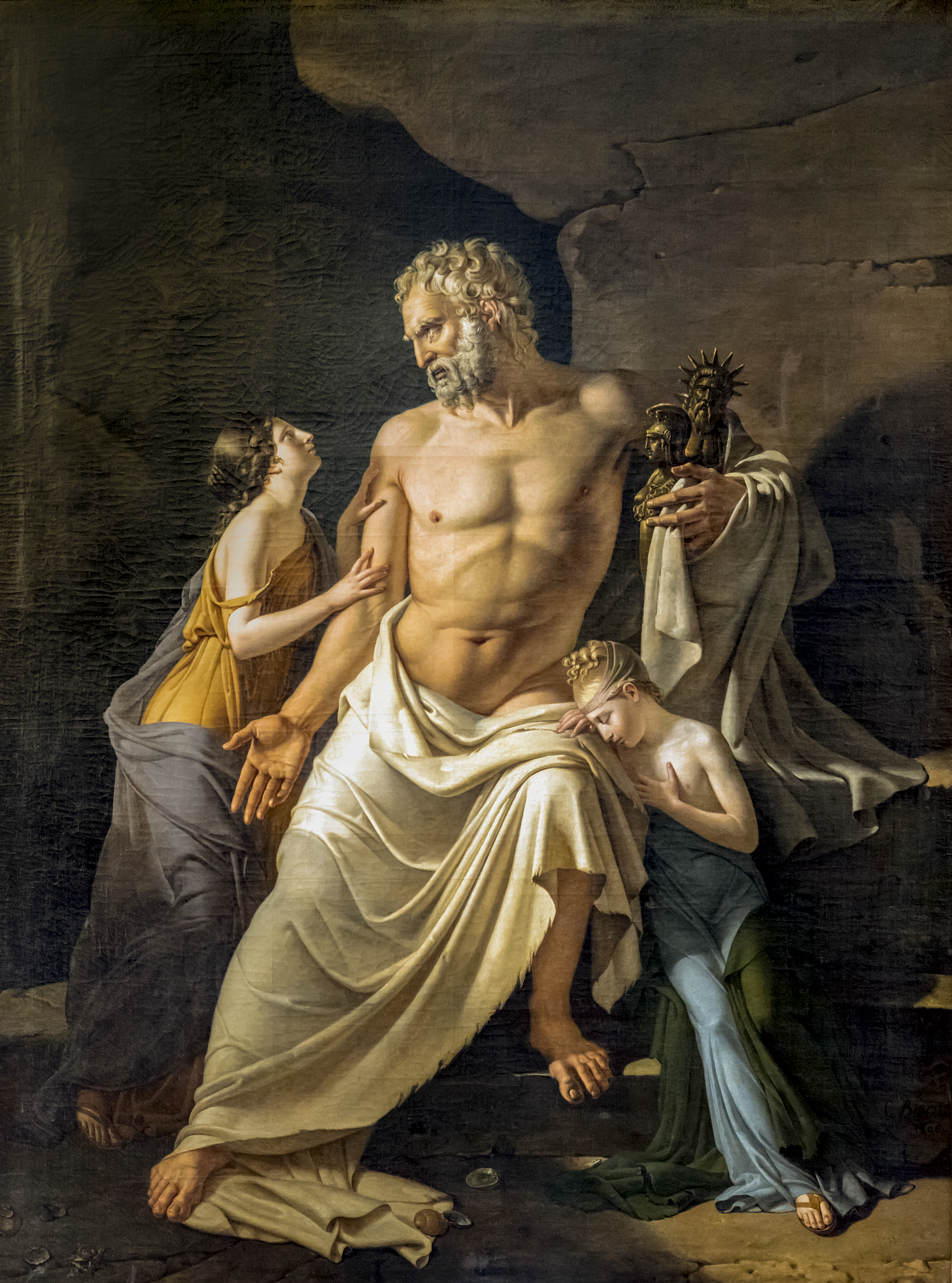
Aristide condamné à l'ostracisme (1806), musée des Augustins de Toulouse.